# Ständermöte
Ständermöte var ett begrepp som under ståndsriksdagens tid under 1600-talet användes när samtliga fyra riksstånd hade möte (riksdag). Begreppet kunde även användas om herredagar, utskottsmöten och landskaps(provinsial)möten.